# The Bluff
The Bluff – najwyższy punkt Kajmanów, brytyjskiego terytoria zamorskiego na Karaibach o wysokości 43 m n.p.m. Mieści się na wschodnim wybrzeżu wyspy Cayman Brac.